# Ile-Oluji-Okeigbo
Ile-Oluji-Okeigbo es una localidad del estado de Ondo, en Nigeria, con una población estimada en marzo de 2016 de 232 000 habitantes.
Se encuentra ubicada al suroeste del país, cerca de la ciudad de Lagos, del río Níger y de la costa del golfo de Guinea.